# Столкновение над Тегераном
Столкновение над Тегераном — крупная авиационная катастрофа, произошедшая в понедельник 8 февраля 1993 года. Авиалайнер Ту-154М авиакомпании «Iran Air Tours» выполнял внутренний рейс 962 по маршруту Тегеран — Мешхед, но в небе над Годсом (Тегеран) лайнер столкнулся с Су-24 армии IRIAF. Погибли все 133 человека на обоих самолётах — 131 в Ту-154М и 2 на Су-24, что делало её на момент событий крупнейшей авиакатастрофой в Иране и крупнейшей в истории 1993 года.

## Самолёт
Ту-154М с заводским номером 91A-903 и серийным 0903 был выпущен заводом Авиакор в 1991 году и под бортовым номером CCCP-85721 был передан Министерству гражданской авиации СССР, которое направило его в 1-й Куйбышевский объединённый авиаотряд Приволжского управления гражданской авиации. К августу 1992 года авиалайнер был продан иранской авиакомпании Iran Air Tours, бортовой номер при этом сменился на EP-ITD.

## Катастрофа
Авиалайнер выполнял внеплановый внутренний авиарейс из Тегерана в Мешхед. На борту находились 12 членов экипажа и 119 пассажиров. Примерно в 14:16 Ту-154 взлетел с ВПП 29R тегеранского аэропорта Мехрабад и начал набор высоты. Одновременно с этим на посадку на полосу 29L заходил бомбардировщик Су-24 ВВС Ирана (в некоторых источниках — Су-22), который пилотировал экипаж из 2 человек. В 15 километрах от аэропорта авиалайнер и бомбардировщик врезались друг в друга. Потеряв управление, обе машины упали на землю, при этом все 131 человек на борту Ту-154 и 2 на борту Су-24 погибли.
Всего в катастрофе погибли 133 человека. На момент событий это была крупнейшая авиакатастрофа в Иране. На 2013 год — третья.